# Försokratisk filosofi

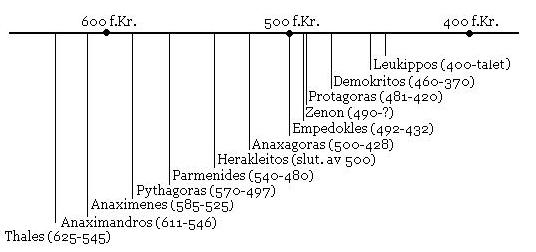
Tidsaxel över de mest kända försokratiska filosofernas födelsedatum.

Försokratiker (omkring 600–400 f.Kr.) är samlingsnamnet på de första kända filosoferna som verkade före Sokrates. Termen försokratiker användes, såvitt känt, första gången av den brittiske historikern George Grote i hans verk Plato and the other companions af Socrates (1865). Den västerländska filosofins historia börjar med försokratikerna, som anses ha varit de första som ställde frågor om världen utan att nöja sig med mytologiska och antropomorfierade svar. Kända försokratiker inbegriper Thales från Miletos, Parmenides, Anaxagoras och Herakleitos. Det äldsta bevarade försokratiska manuskriptet är Derveni-papyrusen. 
Genom att utarbeta teorier om världen och dess samband, som inte blandade in mytiska förklaringar, och sedan utsätta dem för kritik, granskning och diskussion utvecklades det vetenskapliga arbetssättet. Man kan på god grund säga att det var då vetenskapen, som vi känner den, började, även om man tidigare arbetat med problem inom fysik och matematik. 
De försokratiska filosofernas frågeställningar sökte efter en övergripande förklaring till universum. Deras frågor kretsade därför kring metafysiska frågor, som sökandet efter ett urämne, arche. En viktig försokratisk skola var de joniska naturfilosoferna.
I matematiken kan det nya synsättet beskrivas så att då man tidigare var nöjd med att man fått fram en formel för att bygga ett altare eller dela upp en vinst, så var nu beviset för formeln viktigt. Att filosofin börjar med Thales, som menade att allt bestod av vatten, kan ha avskräckt en och annan student, men den metod som användes, att ta fram en djärv hypotes och utsätta den för skarp kritik så att en bättre hypotes kan uppstå ur spillrorna, skulle komma att visa sig vara den grund som byggde den västliga civilisationen med dess vetenskap och teknologi.